# Список астероїдів (37401—37500)
| Назва                           | Тимчасове позначення | Дата відкриття  | Місце відкриття            | Відкривач                                              |
| ------------------------------- | -------------------- | --------------- | -------------------------- | ------------------------------------------------------ |
| (37401) 2001 XK74               | 2001 XK74            | 11 грудня 2001  | Сокорро (Нью-Мексико)      | LINEAR                                                 |
| (37402) 2001 XB98               | 2001 XB98            | 10 грудня 2001  | Сокорро (Нью-Мексико)      | LINEAR                                                 |
| (37403) 2001 XV98               | 2001 XV98            | 10 грудня 2001  | Сокорро (Нью-Мексико)      | LINEAR                                                 |
| (37404) 2001 XF99               | 2001 XF99            | 10 грудня 2001  | Сокорро (Нью-Мексико)      | LINEAR                                                 |
| (37405) 2001 XT100              | 2001 XT100           | 10 грудня 2001  | Сокорро (Нью-Мексико)      | LINEAR                                                 |
| (37406) 2001 XG103              | 2001 XG103           | 14 грудня 2001  | Сокорро (Нью-Мексико)      | LINEAR                                                 |
| (37407) 2001 XT113              | 2001 XT113           | 11 грудня 2001  | Сокорро (Нью-Мексико)      | LINEAR                                                 |
| (37408) 2001 XY114              | 2001 XY114           | 13 грудня 2001  | Сокорро (Нью-Мексико)      | LINEAR                                                 |
| (37409) 2001 XW115              | 2001 XW115           | 13 грудня 2001  | Сокорро (Нью-Мексико)      | LINEAR                                                 |
| (37410) 2001 XQ118              | 2001 XQ118           | 13 грудня 2001  | Сокорро (Нью-Мексико)      | LINEAR                                                 |
| (37411) 2001 XH152              | 2001 XH152           | 14 грудня 2001  | Сокорро (Нью-Мексико)      | LINEAR                                                 |
| (37412) 2001 XG183              | 2001 XG183           | 14 грудня 2001  | Сокорро (Нью-Мексико)      | LINEAR                                                 |
| (37413) 2001 XB184              | 2001 XB184           | 14 грудня 2001  | Сокорро (Нью-Мексико)      | LINEAR                                                 |
| (37414) 2001 XN191              | 2001 XN191           | 14 грудня 2001  | Сокорро (Нью-Мексико)      | LINEAR                                                 |
| (37415) 2001 XQ196              | 2001 XQ196           | 14 грудня 2001  | Сокорро (Нью-Мексико)      | LINEAR                                                 |
| (37416) 2001 XR196              | 2001 XR196           | 14 грудня 2001  | Сокорро (Нью-Мексико)      | LINEAR                                                 |
| (37417) 2001 XB197              | 2001 XB197           | 14 грудня 2001  | Сокорро (Нью-Мексико)      | LINEAR                                                 |
| (37418) 2001 XD199              | 2001 XD199           | 14 грудня 2001  | Сокорро (Нью-Мексико)      | LINEAR                                                 |
| (37419) 2001 XT199              | 2001 XT199           | 14 грудня 2001  | Сокорро (Нью-Мексико)      | LINEAR                                                 |
| (37420) 2001 XT215              | 2001 XT215           | 14 грудня 2001  | Сокорро (Нью-Мексико)      | LINEAR                                                 |
| (37421) 2001 XC217              | 2001 XC217           | 14 грудня 2001  | Сокорро (Нью-Мексико)      | LINEAR                                                 |
| (37422) 2001 XF241              | 2001 XF241           | 13 грудня 2001  | Сокорро (Нью-Мексико)      | LINEAR                                                 |
| (37423) 2001 XV251              | 2001 XV251           | 14 грудня 2001  | Сокорро (Нью-Мексико)      | LINEAR                                                 |
| (37424) 2001 YA3                | 2001 YA3             | 19 грудня 2001  | Обсерваторія Фаунтін-Гіллс | Чарльз Джулз                                           |
| (37425) 2001 YM3                | 2001 YM3             | 19 грудня 2001  | Обсерваторія Фаунтін-Гіллс | Чарльз Джулз                                           |
| (37426) 2001 YU69               | 2001 YU69            | 18 грудня 2001  | Сокорро (Нью-Мексико)      | LINEAR                                                 |
| (37427) 2001 YJ82               | 2001 YJ82            | 18 грудня 2001  | Сокорро (Нью-Мексико)      | LINEAR                                                 |
| (37428) 2001 YX91               | 2001 YX91            | 17 грудня 2001  | Паломарська обсерваторія   | NEAT                                                   |
| (37429) 2001 YE105              | 2001 YE105           | 17 грудня 2001  | Сокорро (Нью-Мексико)      | LINEAR                                                 |
| (37430) 2001 YN119              | 2001 YN119           | 19 грудня 2001  | Сокорро (Нью-Мексико)      | LINEAR                                                 |
| (37431) 2002 AT7                | 2002 AT7             | 4 січня 2002    | Паломарська обсерваторія   | NEAT                                                   |
| 37432 Піскештетьо (Piszkesteto) | 2002 AE11            | 11 січня 2002   | Обсерваторія Піскештето    | К. Сарнецкі, Ц. Гайнер                                 |
| (37433) 2002 AA19               | 2002 AA19            | 8 січня 2002    | Обсерваторія Галеакала     | NEAT                                                   |
| (37434) 2002 AQ25               | 2002 AQ25            | 8 січня 2002    | Паломарська обсерваторія   | NEAT                                                   |
| (37435) 2111 P-L                | 2111 P-L             | 24 вересня 1960 | Паломарська обсерваторія   | К. Й. ван Гаутен, І. ван Гаутен-Ґроневельд, Т. Герельс |
| (37436) 2201 P-L                | 2201 P-L             | 24 вересня 1960 | Паломарська обсерваторія   | К. Й. ван Гаутен, І. ван Гаутен-Ґроневельд, Т. Герельс |
| (37437) 2576 P-L                | 2576 P-L             | 24 вересня 1960 | Паломарська обсерваторія   | К. Й. ван Гаутен, І. ван Гаутен-Ґроневельд, Т. Герельс |
| (37438) 2599 P-L                | 2599 P-L             | 24 вересня 1960 | Паломарська обсерваторія   | К. Й. ван Гаутен, І. ван Гаутен-Ґроневельд, Т. Герельс |
| (37439) 2610 P-L                | 2610 P-L             | 24 вересня 1960 | Паломарська обсерваторія   | К. Й. ван Гаутен, І. ван Гаутен-Ґроневельд, Т. Герельс |
| (37440) 2612 P-L                | 2612 P-L             | 24 вересня 1960 | Паломарська обсерваторія   | К. Й. ван Гаутен, І. ван Гаутен-Ґроневельд, Т. Герельс |
| (37441) 2700 P-L                | 2700 P-L             | 24 вересня 1960 | Паломарська обсерваторія   | К. Й. ван Гаутен, І. ван Гаутен-Ґроневельд, Т. Герельс |
| (37442) 2722 P-L                | 2722 P-L             | 24 вересня 1960 | Паломарська обсерваторія   | К. Й. ван Гаутен, І. ван Гаутен-Ґроневельд, Т. Герельс |
| (37443) 2788 P-L                | 2788 P-L             | 26 вересня 1960 | Паломарська обсерваторія   | К. Й. ван Гаутен, І. ван Гаутен-Ґроневельд, Т. Герельс |
| (37444) 2793 P-L                | 2793 P-L             | 26 вересня 1960 | Паломарська обсерваторія   | К. Й. ван Гаутен, І. ван Гаутен-Ґроневельд, Т. Герельс |
| (37445) 3056 P-L                | 3056 P-L             | 24 вересня 1960 | Паломарська обсерваторія   | К. Й. ван Гаутен, І. ван Гаутен-Ґроневельд, Т. Герельс |
| (37446) 4067 P-L                | 4067 P-L             | 24 вересня 1960 | Паломарська обсерваторія   | К. Й. ван Гаутен, І. ван Гаутен-Ґроневельд, Т. Герельс |
| (37447) 4162 P-L                | 4162 P-L             | 24 вересня 1960 | Паломарська обсерваторія   | К. Й. ван Гаутен, І. ван Гаутен-Ґроневельд, Т. Герельс |
| (37448) 4218 P-L                | 4218 P-L             | 24 вересня 1960 | Паломарська обсерваторія   | К. Й. ван Гаутен, І. ван Гаутен-Ґроневельд, Т. Герельс |
| (37449) 4235 P-L                | 4235 P-L             | 24 вересня 1960 | Паломарська обсерваторія   | К. Й. ван Гаутен, І. ван Гаутен-Ґроневельд, Т. Герельс |
| (37450) 4257 P-L                | 4257 P-L             | 24 вересня 1960 | Паломарська обсерваторія   | К. Й. ван Гаутен, І. ван Гаутен-Ґроневельд, Т. Герельс |
| (37451) 4280 P-L                | 4280 P-L             | 24 вересня 1960 | Паломарська обсерваторія   | К. Й. ван Гаутен, І. ван Гаутен-Ґроневельд, Т. Герельс |
| 37452 Spirit                    | 4282 P-L             | 24 вересня 1960 | Паломарська обсерваторія   | К. Й. ван Гаутен, І. ван Гаутен-Ґроневельд, Т. Герельс |
| (37453) 4311 P-L                | 4311 P-L             | 24 вересня 1960 | Паломарська обсерваторія   | К. Й. ван Гаутен, І. ван Гаутен-Ґроневельд, Т. Герельс |
| (37454) 4636 P-L                | 4636 P-L             | 24 вересня 1960 | Паломарська обсерваторія   | К. Й. ван Гаутен, І. ван Гаутен-Ґроневельд, Т. Герельс |
| (37455) 4727 P-L                | 4727 P-L             | 24 вересня 1960 | Паломарська обсерваторія   | К. Й. ван Гаутен, І. ван Гаутен-Ґроневельд, Т. Герельс |
| (37456) 4790 P-L                | 4790 P-L             | 24 вересня 1960 | Паломарська обсерваторія   | К. Й. ван Гаутен, І. ван Гаутен-Ґроневельд, Т. Герельс |
| (37457) 4793 P-L                | 4793 P-L             | 24 вересня 1960 | Паломарська обсерваторія   | К. Й. ван Гаутен, І. ван Гаутен-Ґроневельд, Т. Герельс |
| (37458) 5008 P-L                | 5008 P-L             | 22 жовтня 1960  | Паломарська обсерваторія   | К. Й. ван Гаутен, І. ван Гаутен-Ґроневельд, Т. Герельс |
| (37459) 6037 P-L                | 6037 P-L             | 24 вересня 1960 | Паломарська обсерваторія   | К. Й. ван Гаутен, І. ван Гаутен-Ґроневельд, Т. Герельс |
| (37460) 6102 P-L                | 6102 P-L             | 24 вересня 1960 | Паломарська обсерваторія   | К. Й. ван Гаутен, І. ван Гаутен-Ґроневельд, Т. Герельс |
| (37461) 6112 P-L                | 6112 P-L             | 24 вересня 1960 | Паломарська обсерваторія   | К. Й. ван Гаутен, І. ван Гаутен-Ґроневельд, Т. Герельс |
| (37462) 6293 P-L                | 6293 P-L             | 24 вересня 1960 | Паломарська обсерваторія   | К. Й. ван Гаутен, І. ван Гаутен-Ґроневельд, Т. Герельс |
| (37463) 6338 P-L                | 6338 P-L             | 24 вересня 1960 | Паломарська обсерваторія   | К. Й. ван Гаутен, І. ван Гаутен-Ґроневельд, Т. Герельс |
| (37464) 6352 P-L                | 6352 P-L             | 24 вересня 1960 | Паломарська обсерваторія   | К. Й. ван Гаутен, І. ван Гаутен-Ґроневельд, Т. Герельс |
| (37465) 6618 P-L                | 6618 P-L             | 24 вересня 1960 | Паломарська обсерваторія   | К. Й. ван Гаутен, І. ван Гаутен-Ґроневельд, Т. Герельс |
| (37466) 6727 P-L                | 6727 P-L             | 24 вересня 1960 | Паломарська обсерваторія   | К. Й. ван Гаутен, І. ван Гаутен-Ґроневельд, Т. Герельс |
| (37467) 6753 P-L                | 6753 P-L             | 24 вересня 1960 | Паломарська обсерваторія   | К. Й. ван Гаутен, І. ван Гаутен-Ґроневельд, Т. Герельс |
| (37468) 6782 P-L                | 6782 P-L             | 24 вересня 1960 | Паломарська обсерваторія   | К. Й. ван Гаутен, І. ван Гаутен-Ґроневельд, Т. Герельс |
| (37469) 6833 P-L                | 6833 P-L             | 24 вересня 1960 | Паломарська обсерваторія   | К. Й. ван Гаутен, І. ван Гаутен-Ґроневельд, Т. Герельс |
| (37470) 6834 P-L                | 6834 P-L             | 24 вересня 1960 | Паломарська обсерваторія   | К. Й. ван Гаутен, І. ван Гаутен-Ґроневельд, Т. Герельс |
| 37471 Popocatepetl              | 7082 P-L             | 17 жовтня 1960  | Паломарська обсерваторія   | К. Й. ван Гаутен, І. ван Гаутен-Ґроневельд, Т. Герельс |
| (37472) 7613 P-L                | 7613 P-L             | 17 жовтня 1960  | Паломарська обсерваторія   | К. Й. ван Гаутен, І. ван Гаутен-Ґроневельд, Т. Герельс |
| (37473) 9066 P-L                | 9066 P-L             | 24 вересня 1960 | Паломарська обсерваторія   | К. Й. ван Гаутен, І. ван Гаутен-Ґроневельд, Т. Герельс |
| (37474) 9618 P-L                | 9618 P-L             | 17 жовтня 1960  | Паломарська обсерваторія   | К. Й. ван Гаутен, І. ван Гаутен-Ґроневельд, Т. Герельс |
| (37475) 1038 T-1                | 1038 T-1             | 25 березня 1971 | Паломарська обсерваторія   | К. Й. ван Гаутен, І. ван Гаутен-Ґроневельд, Т. Герельс |
| (37476) 1107 T-1                | 1107 T-1             | 25 березня 1971 | Паломарська обсерваторія   | К. Й. ван Гаутен, І. ван Гаутен-Ґроневельд, Т. Герельс |
| (37477) 1110 T-1                | 1110 T-1             | 25 березня 1971 | Паломарська обсерваторія   | К. Й. ван Гаутен, І. ван Гаутен-Ґроневельд, Т. Герельс |
| (37478) 1120 T-1                | 1120 T-1             | 25 березня 1971 | Паломарська обсерваторія   | К. Й. ван Гаутен, І. ван Гаутен-Ґроневельд, Т. Герельс |
| (37479) 1130 T-1                | 1130 T-1             | 25 березня 1971 | Паломарська обсерваторія   | К. Й. ван Гаутен, І. ван Гаутен-Ґроневельд, Т. Герельс |
| (37480) 1149 T-1                | 1149 T-1             | 25 березня 1971 | Паломарська обсерваторія   | К. Й. ван Гаутен, І. ван Гаутен-Ґроневельд, Т. Герельс |
| (37481) 1209 T-1                | 1209 T-1             | 25 березня 1971 | Паломарська обсерваторія   | К. Й. ван Гаутен, І. ван Гаутен-Ґроневельд, Т. Герельс |
| (37482) 2114 T-1                | 2114 T-1             | 25 березня 1971 | Паломарська обсерваторія   | К. Й. ван Гаутен, І. ван Гаутен-Ґроневельд, Т. Герельс |
| (37483) 2125 T-1                | 2125 T-1             | 25 березня 1971 | Паломарська обсерваторія   | К. Й. ван Гаутен, І. ван Гаутен-Ґроневельд, Т. Герельс |
| (37484) 2174 T-1                | 2174 T-1             | 25 березня 1971 | Паломарська обсерваторія   | К. Й. ван Гаутен, І. ван Гаутен-Ґроневельд, Т. Герельс |
| (37485) 2211 T-1                | 2211 T-1             | 25 березня 1971 | Паломарська обсерваторія   | К. Й. ван Гаутен, І. ван Гаутен-Ґроневельд, Т. Герельс |
| (37486) 2282 T-1                | 2282 T-1             | 25 березня 1971 | Паломарська обсерваторія   | К. Й. ван Гаутен, І. ван Гаутен-Ґроневельд, Т. Герельс |
| (37487) 3150 T-1                | 3150 T-1             | 26 березня 1971 | Паломарська обсерваторія   | К. Й. ван Гаутен, І. ван Гаутен-Ґроневельд, Т. Герельс |
| (37488) 3203 T-1                | 3203 T-1             | 26 березня 1971 | Паломарська обсерваторія   | К. Й. ван Гаутен, І. ван Гаутен-Ґроневельд, Т. Герельс |
| (37489) 4396 T-1                | 4396 T-1             | 26 березня 1971 | Паломарська обсерваторія   | К. Й. ван Гаутен, І. ван Гаутен-Ґроневельд, Т. Герельс |
| (37490) 1082 T-2                | 1082 T-2             | 29 вересня 1973 | Паломарська обсерваторія   | К. Й. ван Гаутен, І. ван Гаутен-Ґроневельд, Т. Герельс |
| (37491) 1112 T-2                | 1112 T-2             | 29 вересня 1973 | Паломарська обсерваторія   | К. Й. ван Гаутен, І. ван Гаутен-Ґроневельд, Т. Герельс |
| (37492) 1115 T-2                | 1115 T-2             | 29 вересня 1973 | Паломарська обсерваторія   | К. Й. ван Гаутен, І. ван Гаутен-Ґроневельд, Т. Герельс |
| (37493) 1171 T-2                | 1171 T-2             | 29 вересня 1973 | Паломарська обсерваторія   | К. Й. ван Гаутен, І. ван Гаутен-Ґроневельд, Т. Герельс |
| (37494) 1174 T-2                | 1174 T-2             | 29 вересня 1973 | Паломарська обсерваторія   | К. Й. ван Гаутен, І. ван Гаутен-Ґроневельд, Т. Герельс |
| (37495) 1226 T-2                | 1226 T-2             | 29 вересня 1973 | Паломарська обсерваторія   | К. Й. ван Гаутен, І. ван Гаутен-Ґроневельд, Т. Герельс |
| (37496) 1287 T-2                | 1287 T-2             | 29 вересня 1973 | Паломарська обсерваторія   | К. Й. ван Гаутен, І. ван Гаутен-Ґроневельд, Т. Герельс |
| (37497) 1330 T-2                | 1330 T-2             | 29 вересня 1973 | Паломарська обсерваторія   | К. Й. ван Гаутен, І. ван Гаутен-Ґроневельд, Т. Герельс |
| (37498) 1507 T-2                | 1507 T-2             | 30 вересня 1973 | Паломарська обсерваторія   | К. Й. ван Гаутен, І. ван Гаутен-Ґроневельд, Т. Герельс |
| (37499) 2033 T-2                | 2033 T-2             | 29 вересня 1973 | Паломарська обсерваторія   | К. Й. ван Гаутен, І. ван Гаутен-Ґроневельд, Т. Герельс |
| (37500) 2118 T-2                | 2118 T-2             | 29 вересня 1973 | Паломарська обсерваторія   | К. Й. ван Гаутен, І. ван Гаутен-Ґроневельд, Т. Герельс |

| ← Астероїди 30001—40000 → |             |             |             |             |             |             |             |             |             |
| 30001—30100               | 31001—31100 | 32001—32100 | 33001—33100 | 34001—34100 | 35001—35100 | 36001—36100 | 37001—37100 | 38001—38100 | 39001—39100 |
| 30101—30200               | 31101—31200 | 32101—32200 | 33101—33200 | 34101—34200 | 35101—35200 | 36101—36200 | 37101—37200 | 38101—38200 | 39101—39200 |
| 30201—30300               | 31201—31300 | 32201—32300 | 33201—33300 | 34201—34300 | 35201—35300 | 36201—36300 | 37201—37300 | 38201—38300 | 39201—39300 |
| 30301—30400               | 31301—31400 | 32301—32400 | 33301—33400 | 34301—34400 | 35301—35400 | 36301—36400 | 37301—37400 | 38301—38400 | 39301—39400 |
| 30401—30500               | 31401—31500 | 32401—32500 | 33401—33500 | 34401—34500 | 35401—35500 | 36401—36500 | 37401—37500 | 38401—38500 | 39401—39500 |
| 30501—30600               | 31501—31600 | 32501—32600 | 33501—33600 | 34501—34600 | 35501—35600 | 36501—36600 | 37501—37600 | 38501—38600 | 39501—39600 |
| 30601—30700               | 31601—31700 | 32601—32700 | 33601—33700 | 34601—34700 | 35601—35700 | 36601—36700 | 37601—37700 | 38601—38700 | 39601—39700 |
| 30701—30800               | 31701—31800 | 32701—32800 | 33701—33800 | 34701—34800 | 35701—35800 | 36701—36800 | 37701—37800 | 38701—38800 | 39701—39800 |
| 30801—30900               | 31801—31900 | 32801—32900 | 33801—33900 | 34801—34900 | 35801—35900 | 36801—36900 | 37801—37900 | 38801—38900 | 39801—39900 |
| 30901—31000               | 31901—32000 | 32901—33000 | 33901—34000 | 34901—35000 | 35901—36000 | 36901—37000 | 37901—38000 | 38901—39000 | 39901—40000 |